# Fred Coleman
Fred Coleman (Tyler, 31 de janeiro de 1975) é um jogador profissional de futebol americano estadunidense que foi campeão da temporada de 2001 da National Football League jogando pelo New England Patriots.